# كانتون ريف بازل
كانتون ريف بازل أو كانتون بازل لاندشافت؛ (بالإنجليزية: canton of Basel-Country)‏؛ (بالفرنسية: canton de Bâle-Campagne)‏ هو أحد كانتونات سويسرا. عاصمته ليستل. يشترك في الحدود مع الكانتونات السويسرية بازل شتات وسولوتورن وجورا وأرجاو، ومع منطقة غراند إيست الفرنسية وولاية بادن فورتمبيرغ الألمانية.

## وصلات خارجية
- موقع جامعة إدارة الأعمال والفنادق في سويسرا Business & Hotel Management School - سويسرا
- Swiss Universities handbook موقع يضم الجامعات السويسرية - بالإنجليزية
- الدراسة في سويسرا بالعربي